# Le Matin de la famille Osone
Pour plus de détails, voir Fiche technique et Distribution.
Le Matin de la famille Osone (大曾根家の朝, Osoneke no asa) est un film japonais réalisé par Keisuke Kinoshita et sorti en 1946.

## Synopsis
Le Matin de la famille Osone est une chronique familiale des années tragiques de la fin de la Seconde Guerre mondiale, celle de la famille Osone : la mère, veuve, et ses quatre enfants dont une fille, Yuko ; l'oncle maternel et sa femme. Le défunt père avait éduqué ses enfants dans un esprit libéral. En décembre 1943, Ichiro, le fils aîné est arrêté pour propagande pacifiste. L'oncle, colonel ultra-militariste, considère ce fait comme une trahison majeure et rompt de manière unilatérale les fiançailles de Yuko avec Akira Minari. Taiji, le deuxième frère, un peintre, est enrôlé dans l'armée. En décembre 1944, l'oncle et sa femme vivent désormais sous le même toit que l'ensemble de la famille. Takashi, le plus jeune des frères finit par s'engager volontairement. L'oncle s'en félicite. Au printemps 1945, on annonce le décès de Taiji, au grand dam de sa mère. Puis, Takashi meurt lui aussi sur le front. Alors que l'oncle n'admet pas la reddition de l'Armée japonaise, Yuko, au contraire, proteste contre les sacrifices inutiles engendrés par la guerre. Elle s'oppose, d'autre part, à cet oncle qui accumule des provisions alors que la population connait la famine. L'oncle est bientôt chassé de la demeure familiale. Quelque temps plus tard, Akira Minari, le fiancé de Yuko revient du front et Ichiro est libéré. Une vie nouvelle s'annonce désormais pour la famille Osone et pour le Japon.

## Fiche technique
- Titre du film : Le Matin de la famille Osone[1],[2]
- Titre alternatif : L'Aube de la famille Osone
- Titre original : 大曾根家の朝 (Osoneke no asa?)
- Réalisation : Keisuke Kinoshita
- Scénario : Eijirō Hisaita (ja)
- Photographie : Hiroshi Kusuda (ja)
- Décors : Mikio Mori
- Montage : Yoshi Sugihara
- Musique : Takaaki Asai (ja)
- Société de production : Shōchiku
- Pays de production :  Empire du Japon
- Langue originale : japonais
- Format : noir et blanc — 1,37:1 — 35 mm — son mono
- Genre : drame
- Durée : 81 minutes[3]
- Date de sortie :
  - Empire du Japon : 21 février 1946[3]

## Distribution artistique
- Haruko Sugimura : Fusako Osone
- Mitsuko Miura : Yuko Osone, la fille
- Nidenosuki Nagao : Ichiro Osone, le fils aîné
- Shin Tokudaiji : Taiji Osone, le deuxième fils
- Shirō Ōsaka : Takashi Osone, le troisième fils
- Eitarō Ozawa : Issei Osone, l'oncle
- Natsuko Kahara : Sachiko Osone, sa femme
- Eijirō Tōno : Ippei Yamaki
- Junji Masuda : Akira Minari, le fiancé de Yuko
- Eiko Takamatsu : la servante

## Commentaire
Au lendemain de la Guerre, il était devenu plus aléatoire de tourner des jidaigeki (films historiques, principalement ceux situés dans la période Edo). En revanche, on arrivait à filmer, avec beaucoup plus de facilités, des gendaigeki. Ce genre de films qui décrivaient la vie contemporaine coïncidaient avec les préoccupations des autorités d'occupation américaines. « Ces films pouvaient inclure des instructions pour le futur, ainsi que des récriminations concernant le passé. »
Un des premiers succès du genre fut Le Matin de la famille Osone (1946) de Kinoshita, dont le scénario fut écrit par Eijirō Hisaita, membre du mouvement de littérature prolétarienne avant-guerre. Le matin allégorique du titre se réfère à cette nouvelle vie occasionnée par la fin de la Guerre. Paradoxalement, le précédent film de Kinoshita - L'Armée (Rikugun), réalisé en 1944 - fut une œuvre idéologiquement antagoniste. « Autant le militarisme est valorisé dans ce film, autant il est brocardé dans Le Matin de la famille Osone. Mais à travers les deux intrigues et au-delà de tout opportunisme, c'est la description des déchirements individuels qui compte pour Kinoshita », écrit Jacques Lourcelles. (in : Dictionnaire du cinéma, Les Films, Robert Laffont).    

## Distinctions
- 1947 : prix Kinema Junpō du meilleur film japonais de l'année 1946[5]
- 1947 : prix Mainichi du meilleur acteur pour Eitarō Ozawa et du meilleur scénario pour Eijirō Hisaita (ja)[6]